# Metrô do Cariri
Die Metrô do Cariri ist eine Stadtbahn der brasilianischen Bahngesellschaft Metrofor im Bundesstaat Ceará. Sie verbindet die Städte Crato und Juazeiro do Norte, die einen gemeinsamen Ballungsraum bilden.
In der ersten Phase wurden 9 Bahnhöfe gebaut und eine Schienenstrecke von 13,6 km Länge. Es wird geschätzt, dass ca. 5000 Passagiere pro Tag auf dieser Strecke transportiert werden. Die Strecke wird von leichten Dieseltriebwagen bedient. Die Züge verkehren von Montag bis Samstag im Taktverkehr.
Ursprünglich wurde die Einweihung der Strecke für den 24. November 2009 erwartet. Ein experimenteller Betrieb begann im Dezember 2009, der reguläre Betrieb begann im Jahr 2010.
Um Kosten zu sparen, wurde die Strecke auf einer bereits bestehenden Strecke konstruiert, um eine höhere Geschwindigkeit erreichen zu können, wurden allerdings Schienen und Material neu verlegt. Später soll diese Bahn dann noch bis Barbalha, im Süden von Juazeiro do Norte erweitert werden.